# Chapelle Notre-Dame-de-la-Compassion
Pour les articles homonymes, voir Notre-Dame-de-la-Compassion.
La chapelle Notre-Dame-de-la-Compassion est une chapelle catholique, située en Haute-Savoie, sur la commune de Mieussy.

## Historique
L'édifice religieux fut inauguré en 1655 par la dame de Ravorée, Jeanne Marie Mareschal de Duingt de la Val d'Isère, veuve de messire François de la Fléchère, seigneur de Sénoche.
La chapelle a subi les outrages de la Révolution, puis tombée en ruine, sa reconstruction fut entreprise à l'emplacement de l'ancienne par M. le Curé Montessuit en 1865-1866.
Les travaux s’arrêtèrent jusqu'à la mort du Curé Montessuit en 1866.